# Куріпки
Куріпки — група птахів родини фазанових (Phasianidae).

## Опис
Це осілі птахи Старого Світу. За розміром середні (25-35 см завдовжки), менші за фазанів та більші за перепілок.

## Поширення
Походять з Європи, Азії і Африки. Гніздяться на землі, живляться насінням. Кілька видів, такі як кеклик азійський та сіра куріпка, інтродуковані та дуже поширені в Америці. Це популярні птахи для полювання.